# Gutenberg (bei Bad Kreuznach)
Gutenberg település Németországban, Rajna-vidék-Pfalz tartományban. Lakosainak száma 1039 fő (2023. december 31.).

## Népesség
A település népességének változása:
| Lakosok száma | 731  | 978  | 954  | 946  | 1012 | 1022 | 1039 |
|               | 1975 | 2010 | 2017 | 2019 | 2021 | 2022 | 2023 |